# Ulla Tørnæs

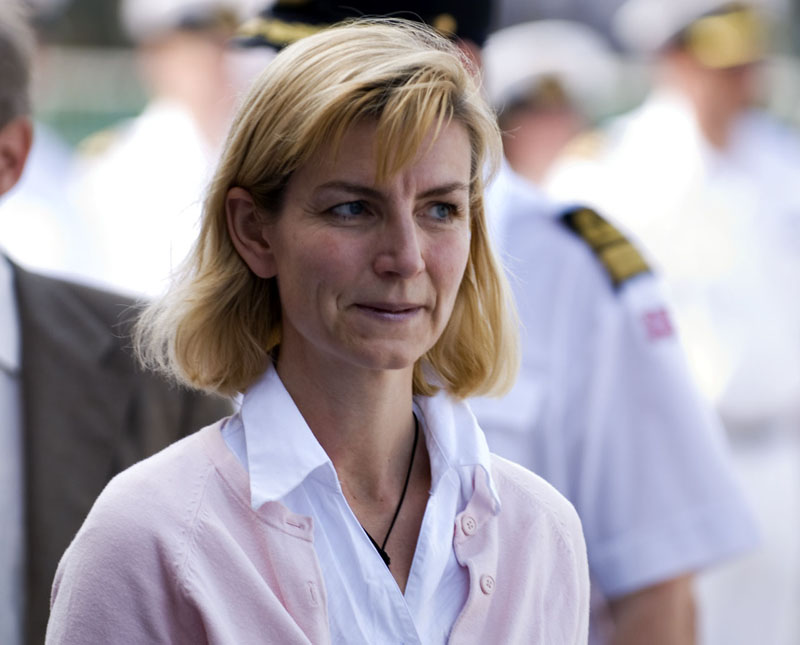
Ulla Tørnæs.

Ulla Pedersen Tørnæs (Esbjerg, 4 de septiembre de 1962) es una política de Dinamarca. Actualmente ocupa el cargo de Ministra de Desarrollo, dentro del gobierno danés, militando en el partido liberal Venstre.
Es hija de Laurits Tørnæs, quien también fue ministro en Dinamarca. Lleva formando parte del Parlamento de Dinamarca desde el año 1994. En el año 2001 entró en el gobierno del primer ministro Anders Fogh Rasmussen, como Ministra de Educación, hasta el 18 de febrero de 2005, cuando cambió el ministerio por el que ocupa actualmente, coincidiendo con el inicio de la segunda legislatura de Rasmussen, tras su nueva victoria electoral.
El 25 de febrero de 2005 Tørnæs saltó a los medios, cuando se descubrió que su marido, Jørgen Tørnæs, había contratado irregularmente a una empleada letona en una de sus granjas de cerdos, sin un permiso de residencia y empleo. No se forzó su dimisión como ministra, pues no se pudo demostrar que estuviera enterada de la situación.